# Sammy Mahdi
Sammy Mahdi (Elsene, 21 september 1988) is een Belgisch politicus voor CD&V. Op 25 juni 2022 werd hij verkozen tot voorzitter van zijn partij.

## Levensloop
Sammy Mahdi is de zoon van een Vlaamse moeder en een Irakese vader. Hussain Mahdi kwam eind jaren 70 naar België om te studeren. Tijdens zijn studie ontmoette hij Mahdi's moeder. Een jaar later moest hij terug naar Irak, maar keerde illegaal terug naar België om het regime van Saddam Hoessein te ontvluchten. Kort daarna trouwde hij met Mahdi's moeder. Sammy Mahdi studeerde politieke wetenschappen aan de VUB en behaalde er in 2011 een master Politieke Wetenschappen en in 2012 een manama Internationaal en Europees recht. Van 2012 tot 2013 liep hij stage als medewerker bij de ALDE-fractie in het Europees Comité van de Regio's en nadien liep Mahdi in 2013 enkele maanden stage als programmamedewerker bij Sporza, het sportnet van de VRT, op de redactie van het voetbalpraatprogramma Extra Time. Van 2013 tot 2014 werkte Mahdi als public affairs consultant bij het Brusselse consultancybureau Akkanto en daarna was hij van 2014 tot 2017 parlementair medewerker van Vlaams Parlementslid Joris Poschet. Van 2016 tot 2018 was hij ook vast columnist bij de krant De Morgen.

## Politieke carrière

### Algemeen
Na van 2015 tot 2017 bestuurslid te zijn geweest van Jong CD&V, werd Mahdi in maart 2017 verkozen tot voorzitter van de jongerenafdeling. In november 2019 werd hij als enige kandidaat in die positie herkozen.
Van 2015 tot 2017 was Mahdi voorzitter van de CD&V-afdeling van Sint-Jans-Molenbeek. In dat laatstgenoemde jaar verhuisde Mahdi naar Vilvoorde, waar hij bestuurslid werd van de plaatselijke CD&V-afdeling. Vanaf januari 2019 was hij tevens gemeenteraadslid van Vilvoorde. In de gemeenteraad was hij bovendien voorzitter van de CD&V-fractie. In oktober 2020 nam Mahdi ontslag als gemeenteraadslid naar aanleiding van zijn benoeming tot staatssecretaris. Bij de gemeenteraadsverkiezingen van oktober 2024 werd Mahdi als lijstduwer op de Open Vld/CD&V-lijst opnieuw verkozen tot gemeenteraadslid van Vilvoorde.
In oktober 2019 stelde hij zich eveneens kandidaat voor het nationaal voorzitterschap van CD&V. In de eerste ronde van de voorzittersverkiezingen werd hij tweede met 19 procent van de stemmen. Vervolgens stootte hij door naar de tweede ronde, waarbij Mahdi 46,88 procent van de stemmen behaalde en nipt verloor van Joachim Coens.
Bij de federale verkiezingen van mei 2019 stond hij als eerste opvolger op de CD&V-lijst in de kieskring Vlaams-Brabant. Van maart tot oktober 2020 was Mahdi lid van de Kamer van volksvertegenwoordigers, als opvolger van Koen Geens, die toen minister was in de regering-Wilmès II. Hierdoor moest hij wel ontslag nemen als voorzitter van Jong CD&V.

### Staatssecretaris
Op 1 oktober 2020 legde Mahdi als jongste regeringslid de eed af als staatssecretaris voor Asiel en Migratie, belast met de Nationale Loterij, toegevoegd bij de minister van Binnenlandse zaken, in de regering-De Croo.

### Partijvoorzitter CD&V
In mei 2022 stelde Mahdi zich opnieuw kandidaat voor het voorzitterschap van CD&V, nadat Joachim Coens door aanhoudende slechte peilingen vervroegde voorzittersverkiezingen had uitgeschreven waarbij hijzelf geen kandidaat meer zou zijn. Bij het afsluiten van de kandidaturen op 30 mei 2022 bleek dat Mahdi zich als enige kandidaat had gesteld. Eind juni 2022 werd hij dan ook de nieuwe voorzitter van de CD&V; hij behaalde als enige kandidaat bijna 97 procent van de stemmen. Volgens afspraken binnen de partij nam hij ontslag als staatssecretaris. Op 28 juni 2022 werd hij op Asiel en Migratie vervangen door Nicole de Moor, terwijl zijn partijgenoot Vincent Van Peteghem, vicepremier en minister van Financiën, zijn bevoegdheid over de Nationale Loterij overnam.
Mahdi werd Vlaams-Brabants lijsttrekker voor CD&V bij de federale verkiezingen van juni 2024. Met bijna 38.000 voorkeurstemmen werd hij verkozen in de Kamer, waar hij sindsdien opnieuw zetelt.
Op 16 mei 2025 werd hij verkozen voor een tweede termijn als partijvoorzitter van CD&V. Mahdi haalde hierbij 88,8 procent van de stemmen.

## Persoonlijk
Sammy Mahdi groeide met een islamitische vader en een katholieke moeder op in een  meervoudig religieus gezin. Hij werd zowel besneden als gedoopt. Zelf omschrijft hij zich als agnost. Sammy Mahdi is getrouwd met CD&V-Kamerlid Nawal Farih.

## Trivia
In 2017 nam hij samen met zijn hond Pamuk deel aan de televisiequiz De Slimste Mens ter Wereld, waarin hij het tot de finaleweken schopte. In 2022 nam hij deel aan Spartacus Run op VTM. In 2023 ging hij samen met zijn vader en Kobe Ilsen op reis voor diens programma Mijn eerste reis naar de familie die in Irak achterbleef, in Basra en Karbala.